# Lentella
Lentella är en ort och kommun i provinsen Chieti i regionen Abruzzo i Italien. Kommunen hade 700 invånare (2018).